# Epicerura pulverulenta
Epicerura pulverulenta là một loài côn trùng trong họ Notodontidae. Loài này được miêu tả khoa học đầu tiên.
Đây là loài gây hại của cây Terminalia ivorensis, phát triển phổ biến ở Ghana.